# Jacques Louis Antoine Marie David
Jacques Louis Antoine Marie David (Saint-Aubin-la-Plaine, 22 dicembre 1930 – La Roche-sur-Yon, 19 dicembre 2018) è stato un vescovo cattolico francese.

## Biografia
Jacques David nacque a Saint-Aubin-la-Plaine, nella regione della Vandea, nel 1930.

### Formazione e ministero sacerdotale
Studiò dapprima all'istituto Richelieu di La Roche-sur-Yon, in seguito al seminario minore di Chavagnes-en-Paillers e al seminario maggiore di Luçon, infine alla Pontificia Università Gregoriana a Roma, ottenendo la licenza in diritto canonico. Fu ordinato sacerdote il 29 giugno 1956 per la diocesi di Luçon dal vescovo Antoine-Marie Cazaux.
Dopo l'ordinazione divenne segretario del vescovo di Luçon, parroco di Olonne-sur-Mer dal 1970 al 1972, decano di Herbiers dal 1975 al 1977 e infine vice-segretario generale dell'episcopato responsabile del Segretariato nazionale dell'opinione pubblica fino al 1981.

### Ministero episcopale
Il 27 luglio 1981 papa Giovanni Paolo II lo nominò vescovo titolare di Girba e ausiliare di Bordeaux. Ricevette la consacrazione episcopale il 26 settembre successivo, nella chiesa di San Luigi a La Roche-sur-Yon, dal vescovo Charles-Auguste-Marie Paty, vescovo di Luçon, co-consacranti l'arcivescovo Marius-Félix-Antoine Maziers, arcivescovo di Bordeaux, e il vescovo Jean-Charles Thomas, vescovo di Ajaccio.
Il 21 febbraio 1985 fu nominato dallo stesso papa vescovo di La Rochelle.
Il 2 febbraio 1996 fu trasferito a Évreux e subentrò a Jacques Gaillot, rimosso dall'incarico per decisione del Vaticano a causa delle sue posizioni politiche. Il 28 gennaio 2006 papa Benedetto XVI accolse la sua rinuncia per raggiunti limiti d'età al governo pastorale della diocesi. Si ritirò a Les Herbiers.
In seno alla Conferenza episcopale francese fu membro della Commissione episcopale dei movimenti e delle associazioni apostoliche di fedeli, membro del Comitato episcopale della missione nel mondo del lavoro e vicepresidente della Conferenza episcopale stessa dal 1996 al 1999.
Morì il 19 dicembre 2018, tre giorni prima del suo ottantottesimo compleanno, nel Centro ospedaliero dipartimentale di La Roche-sur-Yon. Fu sepolto poi nel cimitero di Chaillé-les-Marais.

## Genealogia episcopale
La genealogia episcopale è:
- Cardinale Guillaume d'Estouteville, O.S.B.Clun.
- Papa Sisto IV
- Papa Giulio II
- Cardinale Raffaele Sansoni Riario della Rovere
- Papa Leone X
- Papa Paolo III
- Cardinale Francesco Pisani
- Cardinale Alfonso Gesualdo di Conza
- Papa Clemente VIII
- Cardinale Pietro Aldobrandini
- Cardinale Laudivio Zacchia
- Cardinale Antonio Barberini, O.F.M.Cap.
- Cardinale Nicolò Guidi di Bagno
- Arcivescovo François de Harlay de Champvallon
- Cardinale Louis-Antoine de Noailles
- Vescovo Jean-François Salgues de Valderies de Lescure
- Arcivescovo Louis-Jacques Chapt de Rastignac
- Arcivescovo Christophe de Beaumont du Repaire
- Cardinale César-Guillaume de la Luzerne
- Arcivescovo Gabriel Cortois de Pressigny
- Arcivescovo Hyacinthe-Louis de Quélen
- Vescovo Louis-Charles Féron
- Vescovo Pierre-Alfred Grimardias
- Cardinale Guillaume-Marie-Romain Sourrieu
- Cardinale Léon-Adolphe Amette
- Arcivescovo Benjamin-Octave Roland-Gosselin
- Cardinale Paul-Marie-André Richaud
- Cardinale Paul Joseph Marie Gouyon
- Vescovo Charles-Auguste-Marie Paty
- Vescovo Jacques Louis Antoine Marie David